# 언동로
언동로는 경기도 용인시 기흥구에 있는 2.40km의 도로이다. 도로명은 언남동과 동백동에서 유래했다.

## 노선
| 이름                 | 접속 노선                  | 소재지 | 소재지 | 비고 |
| -------------------- | -------------------------- | ------ | ------ | ---- |
| 법무연수원사거리     | 구성로                     | 용인시 | 기흥구 |      |
| 아차지교사거리       | 석성로301번길              | 용인시 | 기흥구 |      |
| (극동종합진재)       | 언동로30번길               | 용인시 | 기흥구 |      |
| 광도와이드빌앞사거리 | 언동로71번길 기흥로116번길 | 용인시 | 기흥구 |      |
| (이름없음)           | 동백죽전대로527번길        | 용인시 | 기흥구 |      |
| (이름없음)           | 언동로                     | 용인시 | 기흥구 |      |
| iloom 용인           | 동백죽전대로527번길        | 용인시 | 기흥구 |      |
| 아이파크A입구사거리  | 언동로217번길              | 용인시 | 기흥구 |      |
| 어정사거리           | 용인시도 제5호선 (어정로)  | 용인시 | 기흥구 |      |